# Ilha das Flores (Rio de Janeiro)
A Ilha das Flores localiza-se no interior da baía de Guanabara, no bairro de Neves, em São Gonçalo, estado do Rio de Janeiro, no Brasil.
Juntamente com as ilhas do Engenho, Ananases, Mexingueira e Carvalho, integra um pequeno arquipélago.
Nos antigos mapas da baía, encontra-se denominada como Marim, Mariri e, posteriormente, por Ilha de Santo Antônio e Vital. Nela se instalou, em 1883 a Hospedaria de Imigrantes, sob o controle da Inspetoria de Terras e Colonização do Ministério da Agricultura.
Em 1932 serviu de presídio para oficiais e soldados detidos, envolvidos na Revolução Constitucionalista de 1932. A Hospedaria continuou ativa até 1966. Dois anos mais tarde foi transferida para o Ministério da Marinha, passando a sediar, desde 1994, a Base de Fuzileiros Navais da Ilha das Flores.
Segundo a Comissão Nacional da Verdade, a Ilha das Flores foi palco de cerca de duzentos casos de tortura durante o entre 1969 e 1971.
Em função dos sucessivos aterramentos, a ilha do Carvalho juntou-se a ela. As demais ilhas do arquipélago também integram a base da Marinha: na ilha do Engenho encontra-se instalado o Centro de Mísseis e Armas Submarinas da Marinha.
Atualmente a ilha é sede de um complexo naval da Marinha do Brasil, às margens da rodovia Niterói-Manilha, na altura do bairro de Neves.